# Seabrook Island
Seabrook Island és una població dels Estats Units a l'estat de Carolina del Sud. Segons el cens del 2000 tenia 1.250 habitants.

## Demografia
Segons el cens del 2000, Seabrook Island tenia 1.250 habitants, 660 habitatges i 465 famílies. La densitat de població era de 79,5 habitants/km².
Dels 660 habitatges en un 3,6% hi vivien nens de menys de 18 anys, en un 68,2% hi vivien parelles casades, en un 2,3% dones solteres, i en un 29,4% no eren unitats familiars. En el 24,8% dels habitatges hi vivien persones soles l'11,8% de les quals corresponia a persones de 65 anys o més que vivien soles. El nombre mitjà de persones vivint en cada habitatge era d'1,86 i el nombre mitjà de persones que vivien en cada família era de 2,14.
Per edats la població es repartia de la següent manera: un 3% tenia menys de 18 anys, un 3,1% entre 18 i 24, un 11,8% entre 25 i 44, un 40,9% de 45 a 60 i un 41,2% 65 anys o més.
L'edat mediana era de 62 anys. Per cada 100 dones de 18 o més anys hi havia 89,2 homes.
La renda mediana per habitatge era de 66.548$ i la renda mediana per família de 84.392$. Els homes tenien una renda mediana de 50.446$ mentre que les dones 40.000$. La renda per capita de la població era de 49.863$. Entorn del 2,1% de les famílies i el 3,8% de la població estaven per davall del llindar de pobresa.

## Poblacions més properes
El següent diagrama mostra les poblacions més properes.